# Helianthemum caput-felis
Helianthemum caput-felis är en solvändeväxtart som beskrevs av Pierre Edmond Boissier. Helianthemum caput-felis ingår i släktet solvändor, och familjen solvändeväxter. Utöver nominatformen finns också underarten H. c. alboranensis.

## Bildgalleri

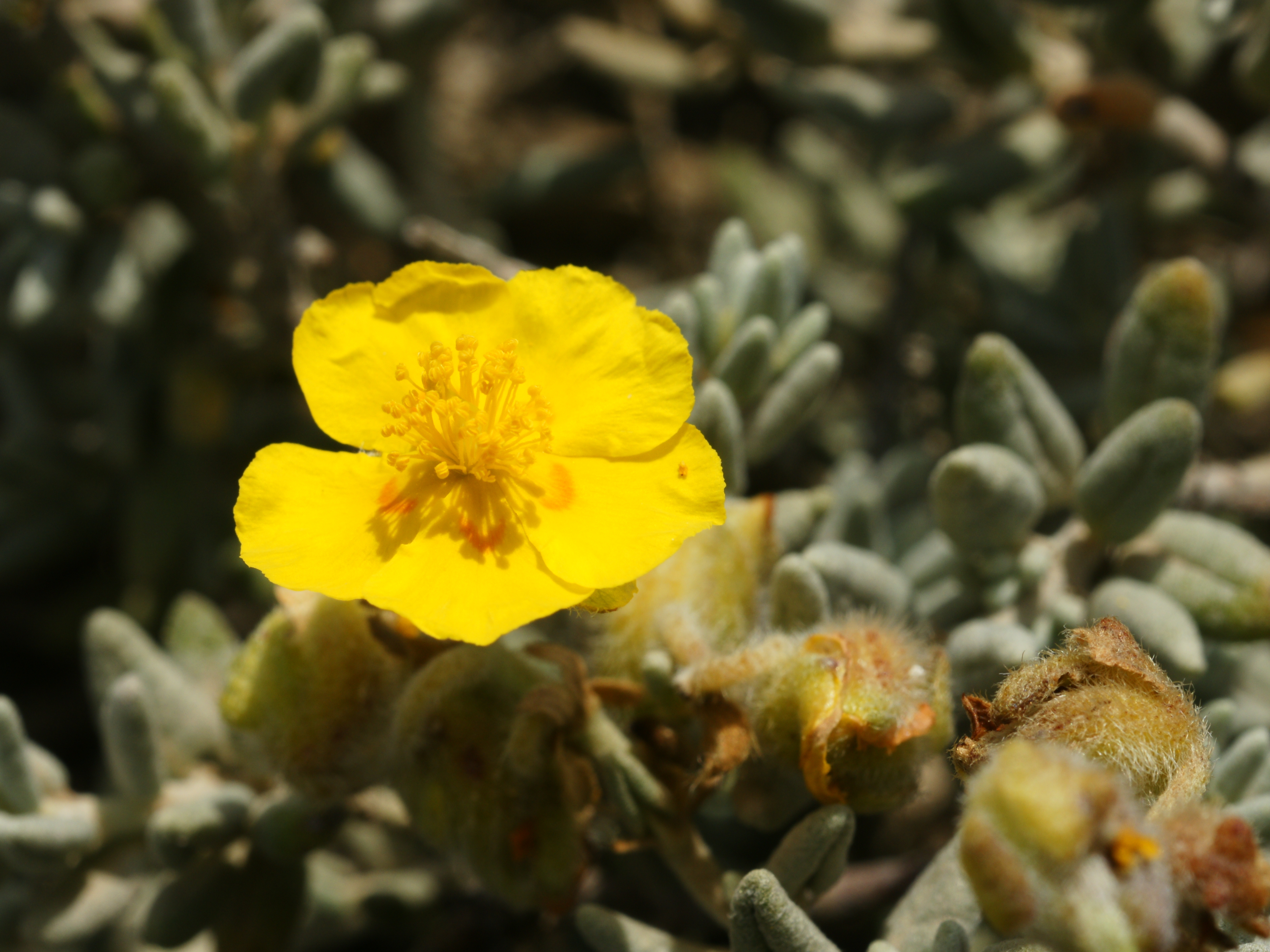